# Ładośeva skupina
Ładośeva skupina, Bernska skupina (poljsko grupa Ładosia ali grupa berneńska, francosko groupe bernois) je ime skupine poljskih diplomatov in judovskih aktivistov, ki so med drugo svetovno vojno v Švici vzpostavili sistem nezakonite izdelave latinskoameriških potnih listov za reševanje evropskih Judov pred holokavstom.

## Sestava skupine
Skupino so sestavljali štirje diplomati iz poljskega poslaništva v Bernu, predstavnik Odbora za pomoč za judovskim žrtvam vojne RELICO, ki ga je ustanovil Svetovni judovski kongres, in predstavnik ortodoksne judovske politične stranke Agudath Israel. Pet od šestih članov je imelo poljsko državljanstvo, tri pa jih je bila Judov.
Člani Ładośeve skupine so bili: 
- Aleksander Ładoś (1891–1963), poljski odposlanec v Bernu v letih 1940–1945
- Abraham Silberschein (1881–1951), zagovornik, sionistični aktivist, predvojni namestnik v Sejmu Republike Poljske, ustanovitelj reševalnega odbora RELICO
- Konstanty Rokicki (1899–1958), poljski konzul v Bernu v letih 1939–1945
- Chaim Yisroel Eiss (1876–1943), trgovec rojen v Ustrzykiju,[5] vodilna osebnost stranke Agudath Israel s prebivališčem v Zürichu .
- Stefan Ryniewicz (1903–1987), svetovalec poljskega poslaništva v letih 1938–1945, namestnik Aleksandra Ładośa
- Juliusz Kühl (1913–1985), ataše poljskega poslaništva, strokovnjak za stike z judovsko diasporo v Švici.

- Aleksander Ładoś
- Abraham Silberschein
- Konstanty Rokicki
- Chaim Eiss
- Stefan Ryniewicz
- Juliusz Kühl

 Ładośa skupina je imela pol formalno strukturo, povezave med člani pa so bile prepletene. Konstanty Rokicki je bil najbolj vpleten v pridobivanje praznih potnih listov in njihovo izpolnjevanje; Abraham Silberschein, Chaim Yisroel Eiss in Alfred Schwarzbaum (judovski aktivist za reševanje, pribežal iz Bedzina na južnem Poljskem) so se ukvarjali s tihotapljenjem potnih listov, fotografij in osebnih podatkov med Bernom in okupirano Evropo ter zagotovili velik del financiranja operacije. Vloga Aleksanderja Ładośa in Stefana Ryniewicza je bila zagotoviti diplomatsko prikrivanje bernskega diplomatskega zbora in preprečiti švicarskim oblastem, da bi ustavile operacijo. To sta Ładoś in Ryniewicz storila na primer leta 1943, ko sta se pogajala s švicarskim zunanjim ministrom Marcelom Pilet-Golazom in šefom policije Heinrichom Rothmundom. Juliusz Kühl, ki je bil ob izbruhu vojne 26-letni diplomant doktorskega študija na univerzi v Bernu, je lajšal stike med judovskimi organizacijami in poslaništvom. V kasnejših letih je bil imenovan tudi za namestnika vodje konzularnega oddelka. Verjetno se je ukvarjal tudi z ilegalnim prevozom praznih potnih listov.

## Zgodovinsko ozadje
Septembra 1939 sta  nacistična Nemčija in Sovjetska zveza napadli Poljsko ter jo razdelili na dve okupacijski coni. Nemški in sovjetski vladi je bilo podvrženih skoraj 36 milijonov poljskih državljanov, vključno z več kot 3 milijoni Judov. Istočasno je poljska vlada zavrnila predajo in 17. septembra 1939 prestopila mejo z Romunijo, kjer je bila internirana. Predsednik Ignacy Mościcki je v skladu z ustavo iz leta 1935 za svojega naslednika imenoval Władysława Raczkiewicza. V Parizu se je oblikovala tudi nova poljska vlada v izgnanstvu in začela obnavljati oborožene sile v Franciji. Vlada, ki jo je takrat vodil general Władysław Sikorski, je prevzela nadzor nad celotnim premoženjem poljske vlade v izgnanstvu, vključno z mrežo njenih diplomatskih predstavništev. Po nemški invaziji na Francijo se je vlada preselila v London, od koder se je še naprej borila proti Nemcem. V celinskem delu Zahodne Evrope so poljsko vlado v izgnanstvu zastopaa poslaništva v Švici, na Portugalskem, v Španiji in na Švedskem. Druge države so ali padle pod nemško okupacijo ali pa so pod pritiskom Nemcev zaprle poljska diplomatska predstavništva. V Bernu v Švici je bil poslaništvo na Elfenstrasse v diplomatskem okrožju Kirchenfeld. Poleg tega so od leta 1940 v Thunstrasse najemali še ena stavba, v kateri je domoval konzularni oddelek. Od aprila 1940 je poslaništvo vodil Aleksander Ładoś, predvojni odposlanec v Latviji (1923–26) in generalni konzul v Münchnu (1927–31). Ładoś je zapustil Poljsko po invaziji in na kratko služil kot član vlade Władysława Sikorskiega. Ko je zasedel mesto v Bernu, so ostali trije diplomati že delali tam: Ryniewicz od leta 1938 ter Kühl in Rokicki od leta 1939. Rokicki in Ryniewicz sta se poznala s svojega prejšnjega delovnega mesta v Rigi (1934–36) in sta bila verjetno tesna prijatelja. Šele v Bernu sta spoznala Kühla in Ładośa. Abraham Silberschein, ki naj bi bil delegat 21. sionističnega kongresa, je v Ženevo prišel iz Lvova tik pred izbruhom vojne. Chaim Yisroel Eiss je bival v Švici od začetka 20. stoletja in imel trgovino v Zürichu. Oba predstavnika judovskih organizacij se pred vojno nista poznala in sta si bila politično zelo oddaljena.

## Geneza in produkcijski model potnih listov
Po Juliusu Kühlu so se ideje o izdelavi lažnih potnih listov domislili na predvečer leta 1940 in sprva ni imela nobene povezave s holokavstom. Izdelanih je bilo več ducatov paragvajskih dokumentov, da bi vplivnim Judom z območij Sovjetske zveze omogočili pobeg skozi Japonsko. Poslaništvo je odkrilo častnega konzula Paragvaja, bernskega notarja Rudolfa Hüglija, ki je bil pripravljen prodati prazne potne liste in jih kupilo približno 30. Ni jih znano, kdo jih je izpolnil in kako so jih poslali v Sovjetsko zvezo. Na začetku so domnevali, da lahko takšne dejavnosti izvajajo posamično, saj bi lahko drugače shemo razkrili. Vendar se je v poznejših letih nadaljevala izdelava podobnih dokumentov. Najbolj znan primer je potni list, ki ga je novembra 1941 Eli Sternbuch pridobil za svojo bodočo ženo Guto Eisenzweig in njeno mamo. Družina Sternbuch ga je pridobila tako, da je stopila v stik z Juliuszom Kühlom. Kdo je izpolnil ta dokument, ni znano. Študija Yad Vashema iz leta 1957 kaže, da je bilo več potnih listov - zlasti leta 1941 med invazijo Nemčije na Sovjetsko zvezo in po nastanku judovskih getov . V nekaterih primerih so bili imetniki takšnih dokumentov oproščeni življenja v getu in nošnje traka z Davidovo zvezdo. Množična izdelava potnih listov se je začela leta 1942 po wannseejski konferenci, kjer so se dogovorili o množičnem umoru evropskih Judov. Od tega trenutka so potni listi latinskoameriških držav ščitili pred deportacijo v nemška uničevalna taborišča, saj so bili njihovi imetniki poslani v internacijska taborišča v Nemčiji in okupirani Franciji. Sprva je bila operacija izvedena kaotično, kar je povečalo možnost neuspeha. To je bil razlog, da je poslaništvo leta 1942 za pomoč prosilo Abrahama Silberscheina.
Silberchein je te dogodke med kasnejšo policijsko preiskavo opisal takole: "Na poljskem poslaništvu v Bernu sem se sestal s tajnikom Ryniewiczom in gospodom Rokickijem, ki vodi konzularni oddelek. Oba gospoda sta me opozorila na dejstvo, da se nekateri v Švici ukvarjajo z zagotavljanjem potnih listov latinskoameriških držav za Poljake v državah, ki jih je zasedla Nemčija. Ti potni listi omogočajo imetnikom, da izboljšajo svoj položaj. Imeli smo pravi "črni trg" potnih listov. Gospodje iz poslaništva so izrazili željo, da bi prevzel odgovornost za to zadevo, kar sem tudi storil v imenu organizacije RELICO."

## Paragvajski potni listi
Jedro sheme je bila navezava med RELICO-m in poslaništvom. Silberschein je Rokickiju pošiljal sezname ljudi, za katere je predvideno, da bodo dobili potne liste, Rokicki pa jih je zabeležil in dal izdelati paragvajske potne liste. Značilna korespondenca med Silberscheinom in Rokickijem v letih 1942 in 1943 vključuje Silberscheinovo pismo s seznamom oseb, ki bi naj dobili dokumente. Rokicki je Silberscheinu poslal izpolnjene potne liste ali njihove kopije, overjene pri notarju, in pismo konzula Rudolfa Hüglija, v katerem so imetnike potnih listov obveščali, da so prejeli paragvajsko državljanstvo. Poleg tega je bilo izdanih tudi veliko ločenih potrditev državljanstva Paragvaja. Seznami prejemnikov takšnih dokumentov vsebujejo več tisoč imen. Na prvi pogled se zdi, da je bila velika večina paragvajskih potnih listov izdanih med 18. in 30. decembrom 1942, noben pa ni bil izdan leta 1943. Vendar korespondenca med Silberscheinom in Rokickijem, ki je na voljo v arhivu Yad Vashema, kaže na to, da so bili ti potni listi izdani s starejšim datumom (obstajajo dokazi, da je bilo jeseni 1943 izdanih več potnih listov z dne 30. decembra 1942). Na veliki večini paragvajskih potnih listov je viden rokopis Konstantyja Rokickega, vendar je tudi več potnih listov, izpolnjenih z drugačno pisavo. Najverjetnejša razlaga je, da sta jih izpolnila Juliusz Kühl ali Stefan Ryniewicz, ki je bil tudi sam izkušeni konzul. Izdajali so potne liste za judovske državljane Poljske, Nizozemske, Slovaške in Madžarske ter za Jude, ki jim je bilo odvzeto nemško državljanstvo. Veliko število potnih listov, ki jih najdemo v arhivu Silberschein v Yad Vashemu, kaže na to, da so bile izdelane vsaj tri serije teh dokumentov, kar pomeni skupno 1056 kosov. V številnih primerih je v potnih listih omenjenih več kot ena ali dve osebi. Zlahka je mogoče oceniti, da je bilo do teh dokumentov upravičenih vsaj 2.100 ljudi. Vsak potni list je stal med 500 in 2.000 švicarskih frankov. Poljski diplomati - Rokicki, Kühl in Ryniewicz - so Rudolfu Hügliju nakazali denar in mu prinesli ogromen dohodek. Za primerjavo, takratna mesečna plača Aleksandra Ładośa je znašala 1.800 frankov, plača Juliusza Kühla pa 350 frankov.

## Potni listi Peruja in Salvadorja
Leta 1943 je Silberschein vzpostavil stik s konzulom Peruja v Ženevi, Joséjem Barreto. Baretto je Silberscheinu izročil 28 potnih listov za 10-12 tisoč frankov. Generalni konzul Perua, ki je bil obveščen o tem dejanju, je Barreto razrešil. Zaradi tega primera je izbruhnil prepir med Silberscheinom in Ryniewiczom, ki je prvega obtožil, da je deloval na lastno pest in da je zato operacija izpadla podobna zaroti. Iz te korespondence je videti, da je poljsko poslaništvo zahtevalo popolne informacije o akciji. Ryniewicz je uspel posredovati in rešiti Barreto ter prikriti primer, obenem pa je spodbudil podobno akcijo poljskega poslaništva v Limi. Leta 1943 je Silberschein vzpostavil stik z judovskim uslužbencem generalnega konzulata El Salvadorja v Ženevi Georgeom Mandel-Mantellom. Mantello - najverjetneje s soglasjem konzula - Artura Castellanosa, mu je izročil izpolnjene potne liste in potrdila o državljanstvu. Poljsko poslaništvo je bilo verjetno obveščeno o številu izdanih potnih listov in o stikih med Silberscheinom in Mantello, vendar ni dokazov, da je sodelovalo pri izdelavi dokumentov. Arturo Castellanos je Yad Vashem leta 2010 razglasil za Pravičnika med narodi.

## Potni listi Hondurasa, Haitija in drugih držav
V primeru potnih listov Hondurasa je Silberschein stopil v stik neposredno z Antonom Bauerjem, nekdanjim častnim konzulom Hondurasa, ki je ukradel pečat in listine nezakonito izdal v svoji pisarni v Bernu. Prejemnica Silberscheinovih pisem je bila Bauerjeva hči Isabella. V enem primeru pa je vendarle mogoče videti sledi pridobitve potnih listov preko Rokickega. 27. maja 1943 ga je Silberschein prosil, naj za naslednji dan pripravi vrsto potnih listov in kmalu zatem sta bila izdana vsaj dva honduraška potna lista.

## Rezultati reševanja
Januarja 1944 je Silberschein poročal, da so zaradi operacije uspeli rešiti približno 10 tisoč ljudi, ki bi jih drugače poslali v nemška uničevalna taborišča. Po njegovem mnenju so bili nosilci latinskoameriških potnih listov nameščeni v internacijska taborišča v Tittmoningu, Liebenauu in Bölsenbergu v Nemčiji in v taborišče Vittel v Franciji. Marca 1944 so Nemci slednjega likvidirali in umorili od 200 do 300 ujetnikov, toda tistim, ki so bili nameščeni v drugih taboriščih, je bilo večinoma prizaneseno. Eden od dokumentov iz arhiva Silberschein ocenjuje, da je bilo tik pred osvoboditvijo ene od podružnic taborišča Bergen-Belsen več kot 1.100 imetnikov potnih listov. Silberschein je tudi zapisal, da je veliko teh ljudi srečal med obiskom Poljske maja 1946. Po podatkih poljskega veleposlaništva v Bernu je bilo izdanih več kot 1050 potnih listov za najmanj 2100 ljudi.

## Ładośeva skupina v literaturi
Večina študij pripisuje zasluge reševanja Judov posameznim članom Ładośeve skupine. To pa zato, ker je skupina delovala skrivno in zaradi pomanjkanja celostnih spominov, ki bi jih napisal kateri od njenih članov. Aleksander Ładoś je v tretjem, nedokončanem zvezku spominov napovedal opis reševalne akcije, vendar je umrl preden je zgodbo zapisal. Diplomati iz Ładośeve skupine - Ładoś, Rokicki, Kühl in Ryniewicz - so bili imenovani v zahvalnem pismu stranke Agudath Israel iz januarja 1945. Leta 2015 je Agnieszka Haska objavila članek o reševanju Judov s strani poljskih diplomatov v Bernu. Avgusta 2017 je Markus Blechner, častni konzul Poljske v Zürichu, skupaj z novinarjema Zbigniewom Parafianowiczom in Michalom Potockijem opisal shemo, ki je priznala prispevek vseh članov skupine k preživetju imetnikov potnih listov. Zadeva latinskoameriških potnih listov je bila tema pesmi Władysława Szlengela, poljsko-judovskega pesnika, avtorja pesmi "Potni listi", napisane v varšavskem getu.

## Arhiv Eiss
Poljsko ministrstvo za kulturo je s pomočjo častnega konzula Markusa Blechnerja od zasebnega zbiralca v Izraelu leta 2018 pridobilo številne dokumente, povezane z Ładośevo skupino. Poimenovani Arhiv Eiss so bili januarja 2019 razstavljeni na poljskem veleposlaništvu v Švici, kasneje pa so jih prenesli v državni muzej Auschwitz-Birkenau na Poljskem.

## Pravičnik med narodi
Aprila 2019 so Yad Vashemov naziv "Pravičnik med narodi" podelili Konstantynu Rokickiemu. Aleksandru Ładośu in Stefanu Ryniewiczu so ponudili "zahvalo", z obrazložitvijo, da je Rokicki vodil Ładośevo skupino. Dokument je Ładośa in Ryniewicza napačno imenoval "konzula". Odločitev je sprožila ogorčenje in zgražanje med družinskimi člani drugih dveh, takrat že preminulih, poljskih diplomatov in med preživelimi. Enajst od njih je podpisalo odprto pismo Yadu Vashemu. Rokickijev bratranec ni želel sprejeti medalje dokler tudi dva druga poljska diplomata, Rokickijeva nadrejena, ne bi bila priznana kot Pravičnika med narodi. Poljski veleposlanik v Švici Jakub Kumoch, ki je prispeval k odkritju Rokickija, je tudi zavrnil razlago Yad Vashema, ki navaja, da je Rokicki delal pod Ładośem in Ryniewiczom.